# Matvej Ivanovitj Afonin
Matvej Ivanovitj Afonin eller på ryska Матвей Иванович Афонин, född 1739, död 1810, var en rysk botaniker.
Afonin reste från sitt hemland Ryssland till bland annat Uppsala för att studera. Han disputerade för Linné i maj 1766 med en avhandling som han själv författat. Afonin blev sedermera professor i zoologi, botanik, mineralogi och agrikultur vid Moskvauniversitetet.